# ۶۷۵ (پیش از میلاد)
۶۷۵ (پیش از میلاد) ۶۷۵مین سال قبل از تقویم میلادی است.